# Генрі Гозеякоб
Генрі Гозеякоб (нім. Henri Gosejacob; 14 грудня 1915, Рюстрінген — 24 лютого 1944, Норвезьке море) — німецький офіцер-підводник, оберлейтенант-цур-зее крігсмаріне.

## Біографія
1 жовтня 1936 року вступив на флот. З 1 січня 1937 року служив в 1-й флотилії R-катерів. 30 вересня 1937 року залишив службу і був відправлений в резерв. 3 вересня 1939 року призваний на службу і призначений вахтовим офіцером в 15-й флотилії форпостенботів. З серпня 1940 року — командир корабля 11-ї флотилії форпостенботів. З 1 жовтня 1941 по 23 березня 1942 року пройшов курс підводника. З 25 березня 1942 року — вахтовий офіцер, з травня 1942 року — 1-й вахтовий офіцер на підводному човні U-562. 24-31 жовтня 1942 року пройшов курс позиціонування (радіовимірювання), з 1 листопада по 1 грудня — курс командира човна. З 29 грудня 1942 року — командир U-713, на якому здійснив 4 походи (разом 137 днів у морі). 24 лютого 1944 року U-713 і всі 50 членів екіпажу зникли безвісти.

## Звання
- Рекрут (1 жовтня 1936)
- Оберматрос резерву (30 вересня 1937)
- Боцмансмат резерву (24 листопада 1938)
- Боцман резерву (6 січня 1939)
- Лейтенант-цур-зее резерву (1 квітня 1940)
- Оберлейтенант-цур-зее резерву (1 червня 1942)
- Оберлейтенант-цур-зее (1 березня 1943)

## Нагороди
- Залізний хрест
  - 2-го класу (16 травня 1940)
  - 1-го класу (12 грудня 1940)
- Нагрудний знак мінних тральщиків (18 грудня 1940)
- Нагрудний знак підводника (28 липня 1942)